# Lõpe (Alutaguse)
Koordinaten: 59° 7′ N, 27° 16′ O
Lõpe ist ein Dorf (estnisch küla) in der Landgemeinde Alutaguse (bis 2017 Iisaku). Es liegt im Kreis Ida-Viru (Ost-Wierland) im Nordosten Estlands.
Das Dorf hat sechs Einwohner (Stand 16. Oktober 2010).